# Alaksandr Buchwostau
Alaksandr Iwanawicz Buchwostau (biał. Аляксандр Іванавіч Бухвостаў, ros. Александр Иванович Бухвостов, Aleksandr Iwanowicz Buchwostow; ur. 22 listopada 1944 w Orle) – białoruski związkowiec i polityk opozycyjny wobec przywódcy Białorusi Alaksandra Łukaszenki, w latach 1993–2004 przewodniczący i lider Białoruskiej Partii Pracy, deputowany do Rady Najwyższej Republiki Białorusi XIII kadencji; w czasie wyborów prezydenckich w 2001 i 2006 roku aktywnie wspierał wspólnych kandydatów od opozycji: Uładzimira Hanczaryka i Alaksandra Milinkiewicza.

## Życiorys

### Młodość, praca i działalność związkowa
Urodził się 22 listopada 1944 roku w Orle, w obwodzie orłowskim Rosyjskiej FSRR, ZSRR. W 1968 roku ukończył Miński Instytut Radiotechniczny uzyskując wykształcenie inżyniera, w 1982 roku – aspiranturę w Instytucie Cybernetyki Technicznej Akademii Nauk Białoruskiej SRR. W 1962 roku obsługiwał młot pneumatyczny w warsztatach drogowych w Stołpcach. W latach 1971–1990 pracował w Zjednoczeniu Produkcyjnym „Gomsielmasz” jako inżynier, dyrektor centrum informacyjno-obliczeniowego, zastępca sekretarza komitetu partyjnego Komunistycznej Partii Białorusi, przewodniczący komitetu związkowego. W latach 1968–1971 służył w Marynarce Wojennej ZSRR. W 1990 roku był współprzewodniczącym Homelskiego Komitetu Strajkowego. Od tego samego roku pełnił funkcję przewodniczącego Rady Białoruskiego Związku Zawodowego Pracowników Przemysłu Samochodowego i Maszyn Rolniczych. Od 1992 roku był współprzewodniczącym Białoruskiego Niezależnego Stowarzyszenia Przemysłowych Związków Zawodowych. W latach 1993–1999 zasiadał na stanowisku przewodniczącego Białoruskiej Partii Pracy, później był jej liderem do czasu likwidacji partii przez sąd w sierpniu 2004 roku.

### Działalność parlamentarna i późniejsza
W drugiej turze uzupełniających wyborów parlamentarnych 10 grudnia 1995 roku został wybrany na deputowanego do Rady Najwyższej Republiki Białorusi XIII kadencji z Homelskiego-Sielmaszewskiego Okręgu Wyborczego Nr 78. 19 grudnia 1995 roku został zarejestrowany przez centralną komisję wyborczą, a 9 stycznia 1996 roku zaprzysiężony na deputowanego. Od 23 stycznia pełnił w Radzie Najwyższej funkcję członka Stałej Komisji ds. Polityki Socjalnej i Pracy. Należał do frakcji „Związek Pracy”. Od 3 czerwca był członkiem grupy roboczej Rady Najwyższej ds. współpracy z parlamentem Republiki Litewskiej. 27 listopada 1996 roku, po dokonanej przez prezydenta Alaksandra Łukaszenkę kontrowersyjnej i częściowo nieuznanej międzynarodowo zmianie konstytucji, nie wszedł w skład utworzonej przez niego Izby Reprezentantów Zgromadzenia Narodowego Republiki Białorusi I kadencji. Zgodnie z Konstytucją Białorusi z 1994 roku jego mandat deputowanego do Rady Najwyższej zakończył się 9 stycznia 2001 roku; kolejne wybory do tego organu jednak nigdy się nie odbyły.
Podczas wyborów prezydenckich w 2001 roku był mężem zaufania wspólnego kandydata opozycji demokratycznej Uładzimira Hanczaryka. Próbował kandydować w wyborach parlamentarnych w 2004 roku, jednak nie został zarejestrowany jako kandydat. Na początku 2005 roku stanął na czele komitetu organizacyjnego Kongresu Sił Demokratycznych, a w grudniu tego samego roku został kierownikiem grupy inicjatywnej na rzecz wspólnego kandydata opozycji Alaksandra Milinkiewicza na prezydenta Białorusi. Wchodził w skład centralnego sztabu kampanii Milinkiewicza, w którym kierował wydziałem organizacyjno-metodycznym i odpowiadał za organizację szkoleń dla obserwatorów wyborów.

## Życie prywatne
Alaksandr Buchwostau jest żonaty, ma dwoje dzieci.